# Jon Henricks
Jon Henricks (n. 6 iunie 1935, Sydney, Noul Wales de Sud, Australia) este un înotător ce a reprezentat Australia, medaliat olimpic. A participat la 2 ediții ale Jocurilor Olimpice (1956, 1960) în care a câștigat 3 medalii de aur.